# Operation Flavius

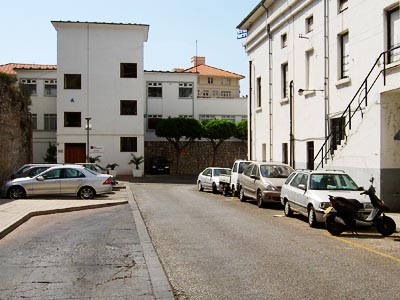
Geplanter Ort der Bombenzündung

Die Operation Flavius (Flavius war der Name des in Spanien geborenen antiken römischen Kaisers Theodosius I.) wurde von Soldaten des Special Air Service (SAS), einer britischen Spezialeinheit, in Gibraltar am 6. März 1988 durchgeführt. Daniel McCann, Seán Savage und Mairéad Farrell von der Active Service Unit (ASU), eine Abteilung der IRA, bereiteten den Anschlag mit einer Autobombe anlässlich eines Wachwechsels vor der Residenz des Gouverneurs von Gibraltar vor. Während der Vorbereitung des Anschlags wurden die drei Personen von einer SAS-Einheit erschossen. Dies soll geschehen sein, weil der SAS falsch informiert war und annehmen musste, dass die Bombe bereits platziert und zur Detonation über eine Fernzündung vorbereitet war.

## IRA-Planung

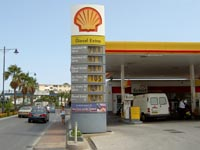
Tatort: Shell-Tankstelle in Gibraltar

Die Erschießungen ereigneten sich in der Nähe der Shell-Tankstelle in der Winston Churchill Avenue, der vielbefahrenen vierspurigen Hauptstraße, die von Gibraltar über die Flughafenlandebahn zur spanischen Grenze führt. Die drei IRA-Aktivisten bewegten sich in Gibraltar, um in der von parkenden Autos überfüllten Stadt einen geeigneten Parkplatz für ihr Fahrzeug mit Autobombe zu suchen. Sie bereiteten einen Anschlag auf eine militärische Musikkapelle des 1st Battalion Royal Anglian Regiments vor, die sich auf der Rückkehr von einer Tour in Nordirland befand.
Auf dem Weg dorthin wurde McCann als Erster von den zivil gekleideten Soldaten des SAS mit Maschinenpistolen erschossen, als er nach seinem Gepäck griff. Das SAS-Team nahm an, dass er den Auslöser der Fernsteuerung zur Bombendetonation betätigen wollte, und Farrell ereilte das gleiche Schicksal, wie auch Savage, als sie nach ihrem Handgepäck griffen. McCann wurde fünfmal, Farrell achtzehnmal und Savage zwischen sechzehn- und achtzehnmal von Kugeln getroffen. Es stellte sich heraus, dass die drei Erschossenen unbewaffnet waren und keine Fernsteuerungsgerätschaften bei sich trugen.
Das Bombenmaterial, 64 kg Semtex, wurde später von der spanischen Polizei in einem Fahrzeug in Marbella sichergestellt.

## Attentat auf dem Milltown-Friedhof und Corporals-Killing
Zehn Tage nach dem Ereignis in Gibraltar wurden während der Beisetzung der drei Getöteten auf dem Milltown-Friedhof in Belfast drei Personen, darunter ein IRA-Aktivist, von Michael Stone, einem loyalistischen Fanatiker der Ulster Defence Association (UDA), durch Pistolenschüsse getötet und etwa 60 Trauergäste durch zahlreiche explodierende Handgranaten verletzt, die er in die trauernde Menge warf.
Drei Tage nach dem Anschlag auf die Trauergemeinde kam es im Zusammenhang mit der Beisetzung einiger IRA-Mitglieder zu einem Ereignis, das in Großbritannien als Corporals-Killing bekannt wurde: Die Corporale der britischen Armee David Howes und Derek Wood fuhren am 19. März 1988 in Belfast in Zivilkleidung in eine Trauergemeinde bei einer Beerdigung. Die Menschenmenge glaubte zunächst an einen versuchten Terroranschlag und lynchte die Briten. Der Vorfall wurde teilweise gefilmt und erregte landesweites Interesse in Irland und Großbritannien.

## Death on the Rock
Einen Monat nach der Operation Flavius sendete das Independent Television (ITV), ein britisches Fernseh-Netzwerk, auf Thames Television eine Dokumentation Death on the Rock. Die Sendung rief eine heftige Kritik der britischen Regierung hervor. Britische Boulevardzeitungen griffen den Inhalt der Sendung und Aussagen von Personen an, um die Sendung in Misskredit zu bringen. Die angegriffenen Personen wehrten sich dagegen und führten erfolgreich Beleidigungsklagen gegen verschiedene Zeitungen, inklusive The Sun und The Sunday Times, die zu hohen Strafzahlungen verurteilt wurden.
Nachdem Teile von Death of the Rocks in den USA in einer Dokumentations-Fernsehsendung gezeigt wurden, fragte John J. O’Connor von der The New York Times im Jahr 1989: „Was the IRA trio, carefully followed for days, in fact lured into Gibraltar? Why did the police fail to photograph the bodies or gather forensic evidence? Why was the press – Britain's tabloids were jubilant – told lies about a huge car bomb being defused and about the three suspects having died in a gunfight? This documentary's understated observation: 'There was a strong air of Government cover-up and disinformation.“ (Deutsch: „Wurde das IRA-Trio – sorgfältig seit Tagen observiert – in Wirklichkeit nach Gibraltar gelockt? Warum versäumte die Polizei die Leichen zu fotografieren oder forensische Beweise zu sammeln? Warum wurden der Presse – die britische Boulevardpresse jubelte – Lügen über eine riesige Autobombe erzählt, die entschärft wurde, und über drei Verdächtige, die in einer Schießerei getötet wurden? Die untertriebene Feststellung dieser Fernseh-Dokumentation: ‚Es gab einen starken Anschein der Vertuschung und Desinformation durch die Regierung.‘“)

## Vergeltung der IRA
Am 18. September 1990 verübte die IRA als Vergeltung einen Anschlag auf Peter Terry. Terry war Gouverneur von Gibraltar zu der Zeit, als Operation Flavius durchgeführt wurde, und hatte den Einsatz des SAS gebilligt. Durch ein Fenster seines Wohnhauses in Staffordshire wurden mehrere Schüsse auf Terry abgegeben. Terry erhielt mehrere Treffer im Gesicht und seine Frau Betty wurde unterhalb eines Auges verletzt, die Tochter erlitt einen Schock.

## Europäischer Gerichtshof für Menschenrechte
Nach dem Ende der Operation kam es zu einer heftigen Auseinandersetzung in Großbritannien. Eine eingesetzte Untersuchungskommission kam abschließend zu dem Ergebnis, dass es sich bei der Operation Flavius um keine gesetzeswidrige Operation gehandelt habe. 1995 verurteilte der Europäische Gerichtshof für Menschenrechte die Operation Flavius mit einer knappen Mehrheit von 10:9 Stimmen als Verstoß gegen die Menschenrechte. Der Gerichtshof war mehrheitlich nicht davon überzeugt, dass die Tötung der drei Terroristen erforderlich war, um Personen von ungesetzlicher Gewalt abzuhalten. Es ging um die Frage, wie weit ein Staat gehen darf, um sich und seine Bürger zu schützen. Das knappe Urteil zeigte den Dissens in der juristischen Interpretation eines Artikels in der Menschenrechtskonvention zwischen Recht auf Tötung in staatlicher Notwehr und Recht auf Leben von Individuen. Der Gerichtshof hielt aber auch fest, dass sich die drei IRA-Aktivisten in einem geplanten Terrorakt engagiert hatten.

## Nachgang
Professor Christopher Andrew, der offiziell beauftragte Historiker des britischen Inland-Geheimdienstes MI5, der ein Buch zu dessen 100-jährigem Bestehen veröffentlichte, schrieb darin, dass dem MI5 ein Fehler unterlief, als er annahm, dass McCann, Savage und Farrell die Absicht hatten, an der Tankstelle eine Bombe zu zünden. Es habe keine staatliche Weisung zum Töten durch Erschießen gegeben.
In diesem Buch befindet sich auch ein Observierungsbild von Siobhan O’Hanlon in Gibraltar und ihr Bewegungsprofil vor dem Anschlag vom März. Einige britische Zeitungen spekulierten, dass sie in den Anschlag verwickelt war. O’Hanlon wurde vom spanischen Geheimdienst in Spanien und auf ihrem Rückweg nach Irland observiert. Sie war zeitweise auch als Sekretärin von Gerry Adams von der nordirischen Sinn Féin tätig.
Brian Fitzsimons von der Royal Ulster Constabulary, der bei einem Hubschrauberabsturz in Schottland 1994 ums Leben kam, wird nachgesagt, dass er an der Operation Flavius beteiligt war.